# Józef Kreutzinger
Józef Kreutzinger (2 marca 1877 w Poniecu, zm. wrzesień 1939) – pułkownik geograf Wojska Polskiego, od maja 1926 do 1 czerwca 1932 szef Wojskowego Instytutu Geograficznego.

## Życiorys
Józef Kreutzinger urodził się w wielodzietnej rodzinie – miał trzech braci. Rodzice jego byli Polakami (są pochowani na cmentarzu w Poniecu), prawdopodobnie kilka pokoleń wcześniej Niemiec o nazwisku Kreutzinger poślubił Szwajcarkę i osiedlili się na stałe w Poniecu.

## W armii pruskiej
Józef Kreutzinger po ukończeniu 7-klasowej szkoły realnej, odbył jednoroczną służbę wojskową w 20 pułku artylerii polowej armii pruskiej. W latach 1896–1898 odbył przeszkolenie w Szkole Artylerii w Berlinie, a w roku 1901 ukończył kurs oficerski i otrzymał kwalifikacje na oficera topografa. W latach 1902–1914 służył w Niemieckim Urzędzie Pomiarowym występującym przy Sztabie Generalnym w Berlinie – tzw. Landesaufnahme. W tym czasie wykonywał różnorodne prace geodezyjne i topograficzne  na terenie całych Niemiec.
Bezpośrednio przed wybuchem I wojny światowej został wyznaczony na kierownika grupy w oddziale topograficznym Landesaufnahme. Kierowana przez por. Kreutzingera grupa wykonywała głównie zdjęcia topograficzne w skali 1:25.000 oraz prace związane z aktualizacją map. Od wybuchu I wojny światowej do jesieni 1915 r. przebywał na froncie francuskim (rejon Nancy – Luneville i Verdun) gdzie w stopniu kapitana dowodził oddziałem topograficznym. Od września 1915 r., jako dowódca oddziału topograficznego został skierowany na front wschodni (pod Kownem, a później na linii Krewo–Smorgonie–Dzisna). W tym czasie każdy oddział posiadał grupę trygonometryczną, topograficzną i fotogrametryczną oraz drukarnię i składnicę map. Geodeci przeprowadzili triangulację lokalną i niwelację – głównie dla potrzeb artylerii. Topografowie opracowywali i aktualizowali mapy, fotogrametrzy prowadzili interpretację topograficzną i taktyczną zdjęć lotniczych, a następnie opracowywali mapy specjalne. Oddział posiadał również bogatą bazę poligraficzną.
W styczniu 1918 r. okupacyjne władze niemieckie założyły w Warszawie szkołę mierniczą  pod nazwą Vermmessungschule in Warschau. Major J. Kreutzinger prosto z frontu skierowany został do Warszawy na wykładowcę w tej szkole, a po kilku miesiącach został jej kierownikiem. Zadaniem szkoły było przygotowanie oficerów narodowości polskiej dla potrzeb wykonywania pomiarów na ziemiach polskich.

## W Wojsku Polskim
Po przełomie listopadowym 1918 r. J. Kreutzinger zgłosił się do służby w Armii Polskiej i już 17 grudnia 1918 r. został wyznaczony na stanowisko Dyrektora Nauk Wojskowej Szkoły Mierniczej. W maju 1919 r. szkołę przemianowano na Oficerskie Kursy Miernicze, mjr J. Kreutzinger został wyznaczony na Komendanta Kursów. Na tym stanowisku pozostał do 23 lipca 1919 r, kiedy szkołę przemianowano na Oficerską Szkołę Topografów i Geodetów (od listopada Oficerska Szkoła Topografów). Następnie przez kilka miesięcy pełnił obowiązki szefa Wydziału Topograficznego Instytutu Wojskowo-Geograficznego.
Podczas wojny polsko-bolszewickiej był komendantem grup pomiarowych, początkowo na froncie północnym, a następnie od lipca do października na froncie środkowym. Dowodzone  przez niego grupy pomiarowe zajmowały się głównie dostarczaniem map dla walczących wojsk, rzadziej z uwagi na manewrowy charakter działań, aktualizacją map i pracami geodezyjnymi.
Po powrocie z wojny polsko-bolszewickiej płk J. Kreutzinger został przeniesiony z Instytutu Wojskowo-Geograficznego do Wyższej Szkoły Wojennej na stanowisko wykładowcy terenoznawstwa i topografii wojskowej, opracował i wydał w tym okresie szereg skryptów i artykułów, prowadził również dodatkowo wiele wykładów w Szkole Inżynieryjnej w Warszawie.
Po przewrocie majowym 1926 r. przez trzy miesiące był pełniącym obowiązki (p.o.) szefa, a od 4 listopada 1926 r. szefem Wojskowego Instytutu Geograficznego. Na tym stanowisku pozostawał do czerwca 1932 r., następnie przez sześć miesięcy był w dyspozycji szefa Sztabu Głównego WP a z dniem 31 grudnia 1932 r. przeniesiony został w stan spoczynku. W 1933 r. powrócił do rodzinnego Ponieca gdzie objął urząd wiceburmistrza.
Syn pułkownika Eryk był oficerem broni pancernej, w 1939 r. przedostał się do Francji, a po zakończeniu wojny zamieszkał na stałe w Ameryce Południowej.
Nie w pełni są potwierdzone losy płk. Kreutzingera we wrześniu 1939 r. (nie jest prawdą jakoby został rozstrzelany w zbiorowej egzekucji przez Niemców w Poniecu), prawdopodobnie bojąc się terroru ze strony Niemców (był przed 1918 r. oficerem niemieckim), w pierwszych dniach września 1939 r. razem z rodziną Klemczaków ewakuował się z żoną w kierunku Warszawy. Niedaleko Warszawy przyłączył się do transportu rządowego. Najprawdopodobniej kolumna, w której znajdowało się małżeństwo Kreutzingerów, została zbombardowana i oboje zginęli. O losach płk. Kreutzingera i jego żony nie wie nic także ich syn Eryk. Po wojnie byli poszukiwani przez Czerwony Krzyż, ale bezskutecznie.

## Praca w WIG
Mianowanie płk J. Kreutzingera szefem WIG zapoczątkowało nowy rozdział w historii polskiej kartografii wojskowej. Dotychczas wszystkie prace w WIG były prowadzone bez ogólnego planu, wydawane mapy były tylko prostymi przeróbkami map zaborczych. Wciąż brakowało koncepcji, jakie mają być opracowywane  mapy i jaka ma być struktura Instytutu.
Płk J. Kreutzinger otrzymał gruntowne przygotowanie teoretyczne, natomiast podczas kilkunastu lat pracy terenowej wykonywał, a następnie kierował różnorodnymi pracami topograficznymi, geodezyjnymi, kartograficznymi, fotogrametrycznymi i geologicznymi. Swoją działalność  w WIG płk J. Kreutzinger rozpoczął od zmian personalnych, zwolnił dotychczasowych szefów wydziałów i kierowników referatów – oficerów byłych armii zaborczych – zastępując ich młodymi oficerami, wychowankami polskiej Wojskowej Szkoły Mierniczej.
Podczas kierowania przez niego Wojskowym Instytutem Geograficznym m.in.:
- w 1927 sprowadzono pierwszą rotacyjną dwukolorową maszynę offsetową do druku map; wydajność której wynosiła 800 map/godzinę; w latach 1930–1931 zakupiono w Niemczech kolejne dwie dwukolorowe maszyny offsetowe typu PLANETA
- w 1927 sprowadzono nowoczesny sprzęt do prac fotogrametrycznych (przetworniki, fototeodolity, autografy, aerokartografy)
- w 1928 przystąpiono do prac nad założeniem w kraju jednolitej sieci triangulacyjnej i niwelacyjnej
- od 1929 prace kartograficzne oparto na jednolitym odwzorowaniu quasi–stereograficznym WIG; wydano pierwszą instrukcję: przepisy podstawowe o sporządzaniu map wojskowych i opisów wojskowo–geograficznych
- w 1930 wydano pierwszą polską mapę taktyczną w nowej szacie graficznej
- ujednolicono wielkość arkuszy map w całym szeregu skalowym
- opracowano w latach 1927–1930 recepturę papieru mapowego odpornego na odkształcenia pod wpływem różnych warunków atmosferycznych
- od 1929 zaczęto nadrukowywać na mapę w skali 1:25.000, 1:100.000, 1:300.000 siatkę kilometrową
- w 1931 zaniechano wydawania mapy taktycznej w skali 1:100 000 dwukolorowej, wydawano mapy głównie czterobarwne (dla terenów górskich wprowadzono piątą i szóstą barwę)
- rozpoczęto wydawanie kwartalnika Wiadomości Służby Geograficznej, pierwszego specjalistycznego czasopisma; zastępował on brakujące instrukcje i podręczniki; rozpoczęto również wydawanie książek w serii Biblioteka Służby Geograficznej; wyposażono oddziały pomiarowe w samochody.

Starania płk J. Kreutzingera szły również w kierunku pozyskania dla Instytutu oddzielnego, specjalnego budynku ich efektem było  rozpoczęcie w 1932 r. budowy gmachu przy Al. Jerozolimskich.
Bardzo charakterystyczna jest opinia szefa Sztabu Głównego WP gen. J. Gąsiorowskiego przy wniosku o przyznanie J. Kreutzingerowi Orderu Odrodzenia IV Klasy w 1932 r.: Mianowany szefem WIG w 1926 r. Zreorganizował tę instytucję i swą sześcioletnią niezmordowaną pracą doprowadził WIG do pełni rozkwitu. Dzięki płk J. Kreutzingerowi WIG stoi w chwili obecnej na poziomie najlepszych instytucji zagranicznych, a nawet niejednokrotnie przewyższa je, o czym świadczą pochwały i cenne wyróżnienia WIG na zjazdach międzynarodowych w Belgradzie 1930 r. i Paryżu 1931 r.cytat powinien być jednoznacznie uźródłowiony
Obecnie w wielu opracowaniach naukowych dotyczących geografii i kartografii spotyka się określenie, że był on twórcą całej współczesnej kartografii polskiej.podać w jakich konkretnie
Płk J. Kreutzinger jest m.in. autorem podręczników:
- Topografia, wyd. Warszawa 1919 r.[2];
- Topografia. Pomiar i zdjęcia kraju, kartografia i wojskowe znaczenie terenu, wyd. Warszawa 1928 r.[3];

oraz artykułów:
- Prace i zamiary Wojskowego Instytutu Geograficznego [w:] „Przegląd Geograficzny”1927, nr 7, s. 82–86;
- O typie polskiej mapy taktycznej [w:] „Wiadomości Służby Geograficznej” 1927, nr 1, s. 32–36;
- Prace Wojskowego Instytutu Geograficznego [w:] „Wiadomości Służby Geograficznej” 1927, nr 11, s. 161–162.

## Awanse
- porucznik – 1901
- kapitan – 1914
- major – 1918
- podpułkownik –
- pułkownik – zweryfikowany ze starszeństwem z 1 czerwca 1919 r. w korpusie oficerów geografów

## Ordery i odznaczenia
- Krzyż Kawalerski Orderu Odrodzenia Polski (1932)
- Złoty Krzyż Zasługi (18 stycznia 1926)[4][5]
- Medal Pamiątkowy za Wojnę 1918–1921 (1928)
- Medal Dziesięciolecia Odzyskanej Niepodległości (1928)

## Materiały źródłowe
- Encyklopedia Wojskowa, t. 4, Warszawa 1934, s. 606–607.
- Teczka akt personalnych płk J. Kreutzingera CAW, sygn. – ap 2851, ap 23707, ap 15827, KZ 25–81.
- B. Krassowski, Polska Kartografia wojskowa w latach 1918–1945, Warszawa 1974.
- Polski Słownik Biograficzny T. XXI, z. 4, s. 291.
- Relacje mieszkańca Ponieca p. Zdzisława Musielaka i obecnego burmistrza Ponieca p. Kazimierza Dużałka.
- https://web.archive.org/web/20070927235828/http://www.geoforum.pl/pages/index.php?page=geopeople&id_people_category=11&podstrona=1.